# Kemono Jihen
Kemono Jihen (яп. 怪物事変, досл. «Інциденти з монстрами») — манґа, написана та проілюстрована Аімото Сьо. Манґа виходила з грудня 2016 року у журналі сьонен-манґи Jump Square від Shueisha. Станом на січень 2024 вже вийшло 20 танкобон-томів. Адаптація аніме-телесеріалу виробництва Ajia-do Animation Works транслювалася з січня по березень 2021 року.

## Персонажі
- Кабане Кусака (日下 夏羽, Кусака Кабане) 13-річний упир-людина ханьо або гібрид. Після того, як його нібито покинули батьки, тітка зловживала ним як каторжною роботою для її корчми, за що отримав прізвисько «Доротабо», оскільки він завжди був у бруді та неприємно пахнув від праці на полях. Пізніше Кабане дізнається від Інугамі, що його, ймовірно, не покинули через те, що він володіє обчисленням життя, яке втамовує його огидну спрагу плоті, і починає шукати своїх батьків, попутно дізнаючись більше про свої емоції. Кабане володіє невинним і прямолінійним характером, а також надзвичайно саможертовним духом. Завдяки своєму безсмертю як безкровний упир і здатності регенерувати за умови, що його голова залишається цілою, він часто ставить себе на лінію вогню за своїх друзів. Крім регенерації, його кров упиря також дарує йому неймовірну силу. Вважаючи, що тіла його батьків були судинами для Калькулів, він починає збирати всі інші Калькули та комбінувати їх.
- Кохачі Інугамі Танукі, відомий як «Кемоноїст», який керує консультаційним офісом Inugami Strangeness Consultancy Office. Хоча іноді він здається безтурботним і легковажним, він надзвичайно сприйнятливий і є могутнім Кемоно, здатним використовувати сильні заклинання ілюзії, викликати зброю та загартовувати своє тіло до сталі. Інугамі твердо вірить у співіснування Кемоно та людей. Зараз він піклується про Кабане, Шикі та Акіру, а також доглядає за Міхаєм.
- Акіра 15-річна Юкіоноко з Аоморі. Як нащадок юкіонни, він має здатність заморожувати предмети, якщо навколо є вода, маніпулювати снігом і льодом і витримувати дуже низькі температури. Він приїхав до Токіо, сподіваючись, що Інугамі допоможе йому знайти його старшого брата-близнюка Юі, з яким він втік із їхнього села. Незважаючи на те, що Акіра хлопчик, він надзвичайно жіночний і любить дівчачі милі речі та публікації в соціальних мережах. Через свою ненависть до гидот і схильність падати від страху, він в основному займається домашніми справами в офісі. Незважаючи на це, Акіра часто може тягнути свою вагу за інших у крайньому випадку, згодом відкриваючи приховану силу юкіоноко.
- Шикі Тадемару 14-річний Арахна-людина ханьо, який був переданий під опіку Інугамі його дядьком. Він цундере, часто нахабний і грубий зі своїми друзями, але в той же час дбає про них. З усіх трьох дітей він найбільш розумний і розважливий. Шикі бореться, виробляючи нитки зі свого поту та слини та маніпулюючи їх властивостями, щоб вони ставали липкішими чи твердішими, хоча через деякий час це зневоднює його. За допомогою Інугамі та Кабане Шикі вдається возз'єднатися зі своєю матір'ю та молодшою сестрою Аєю.
- Міхай Безсмертний вампір, який живе в замку в будинку Інугамі, доживаючи незліченні дні, граючи у відеоігри. Через багато років життя він перебуває в стані постійної нудьги і оволодів майже всіма навичками, включаючи кулінарію та шиття. В основному він спеціалізується на комунікаційних технологіях і хакерстві, тому керує онлайн-справами агентства. Незважаючи на самозакоханість і зарозумілість, він усіма силами допомагає агентству.
- Йоко Інарі Жінка кіцуне. Під прицілом громадськості вона є суперінтендантом поліції Сіндзюку, але ця посада в основному використовується як її опора в людському суспільстві. Хоча раніше вона працювала з Інугамі над вирішенням питань, пов'язаних з людьми та Кемоно, вона визнає, що хоча Інугамі прагне до співіснування, вона прагне контролювати людей і колись головувати як королева над країною. Вона розриває стосунки з Інугамі, усвідомлюючи існування калькулів, і починає планувати способи їх викрадення у племен Кемоно по всій Японії. Інарі маніпулятивний, егоїстичний, марнославний і надзвичайно запальний, аж до нещадного. Пізніше вона збирає приватну групу з колег кіцуне, щоб викрасти Калькулі, маючи намір об'єднати їх в одне для себе.
- Кон Молода дівчина кіцуне, яка також є вірною послідовницею Інарі, розглядаючи останнього як фігуру матері. На відміну від більшості кіцуне, вона не може приховати вуха за допомогою ілюзійних заклинань і робить це під капюшоном. Виходячи з потреби бути найважливішою та «хорошою дівчинкою», вона служить Інарі з повним захопленням, не підозрюючи, що її просто використовують. Кон бореться, випускаючи вогонь зі свого хвоста та завдаючи ударів кігтями. Пізніше їй подобається Кабане, і вона залишає Інарі. Пізніше вона повертає спогади, заблоковані та заплямовані Інарі, про те, як Інарі вбила та пожерла весь її клан, залишивши живою лише її, а її спогади були змінені, щоб чекати, поки вона стане сильнішою.
- Нобімару Хлопчик кіцуне, який замінює Кон після того, як вона провалює свою місію. Він виглядає надзвичайно лояльним під керівництвом Інарі, але таємно зневажає її, часто таємно вживаючи заходів без її наказів. Він ховає вуха під навушниками. Незважаючи на зовнішність 13-річного, насправді йому 19 років. Нобімару має спритну та розумну особистість, здатну конкурувати з Інугамі, і він надзвичайно здатний використовувати заклинання як вогню, так і ілюзії. Пізніше він стає головою приватної сили кіцуне Інарі.

## Медіа

### Манґа
Написана та проілюстрована Аімото Сьо Kemono Jihen виходить у журналі сьонен-манґи Jump Square від видавництва Shueisha з 2 грудня 2016 року. Перший танкобон вийшов 3 березня 2017 року. Станом на січень 2024 року вийшло двадцять томів. Манґа ліцензована англійською мовою Seven Seas Entertainment.

#### Список томів
| №  | Дата виходу      | ISBN                   |
| -- | ---------------- | ---------------------- |
| 1  | 3 березня 2017   | ISBN 978-4-08-881096-6 |
| 2  | 4 липня 2017     | ISBN 978-4-08-881128-4 |
| 3  | 2 листопада 2017 | ISBN 978-4-08-881169-7 |
| 4  | 2 березня 2018   | ISBN 978-4-08-881368-4 |
| 5  | 4 липня 2018     | ISBN 978-4-08-881425-4 |
| 6  | 2 листопада 2018 | ISBN 978-4-08-881628-9 |
| 7  | 4 березня 2019   | ISBN 978-4-08-881773-6 |
| 8  | 4 липня 2019     | ISBN 978-4-08-881892-4 |
| 9  | 1 листопада 2019 | ISBN 978-4-08-882115-3 |
| 10 | 4 березня 2020   | ISBN 978-4-08-882236-5 |
| 11 | 3 липня 2020     | ISBN 978-4-08-882356-0 |
| 12 | 4 листопада 2020 | ISBN 978-4-08-882438-3 |
| 13 | 4 лютого 2021    | ISBN 978-4-08-882558-8 |
| 14 | 2 липня 2021     | ISBN 978-4-08-882675-2 |
| 15 | 4 листопада 2021 | ISBN 978-4-08-882809-1 |
| 16 | 4 квітня 2022    | ISBN 978-4-08-883056-8 |
| 17 | 2 вересня 2022   | ISBN 978-4-08-883206-7 |
| 18 | 3 лютого 2023    | ISBN 978-4-08-883314-9 |
| 19 | 4 липня 2023     | ISBN 978-4-08-883497-9 |
| 20 | 4 грудня 2023    | ISBN 978-4-08-883695-9 |

### Аніме
Про вихід анме-адаптації стало відомо на заході Jump Festa 2020 21 грудня 2019 року. Над створенням аніме-серіалу працювала студія Ajia-do Animation Works; режисером став — Фудзіморі Масая; Кімура Нобору написав сценарій; Татібана Нозомі розробив дизайн персонажів. Серіал транслювався з 10 січня по 28 березня 2021 року на Tokyo MX, ytv і BS11. Funimation ліцензувала серіал і транслює його на своєму веб-сайті в Північній Америці та на Британських островах, у Європі через Wakanim, а в Австралії та Новій Зеландії через AnimeLab. Muse Communication придбали ліцензію на трансляцію аніме у Південно-Східній та Південній Азії. Початковою темою є «Path of The Beast» (яп. ケモノミチ, «Kemono Michi») у виконанні Оно Дайсуке, а завершальною темою є «－Mark－» (яп. －標－, «－Shirushi－») у виконанні Саяки Сасакі.